# Masayuki Ishikawa
Masayuki Ishikawa (石川雅之?, Ishikawa Masayuki; Sakai, 29 luglio 1974) è un fumettista giapponese, conosciuto a livello internazionale soprattutto per il manga Moyasimon, vincitore nel 2008 del Premio Kodansha per i manga nella categoria Generale e del Premio culturale Osamu Tezuka nella categoria Grand Prize.

## Biografia
Masayuki Ishikawa è nato in data 29 luglio 1974 nella città di Sakai, presso la prefettura di Osaka. Interessato al sin dall’adolescenza alle arti grafiche, Ishikawa debutta ufficialmente nel mercato fumettistico nel 1997 con la serie Nippon seifu chokkatsu kidō sentai kōmuin V (日本政府直轄機動戦隊コームインV?). Nel 1999, il racconto Kami no sumu yama (神の棲む山?) vince il Kobase Tsutsumi Prize. Tra il 1998 e il 2002, pubblica Kataribe (カタリベ?) e la raccolta di racconti Shūkan Ishikawa Masayuki (週刊石川雅之?). 
Nel 2004, Ishikawa inizia sulle pagine della rivista Evening la serializzazione di Moyasimon: la serie, composta da 13 volumetti e conclusasi nel 2014, otterrà un enorme successo di pubblico e critica e vincerà nel 2008 del Premio Kodansha per i manga nella categoria Generale e del Premio culturale Osamu Tezuka nella categoria Grand Prize. Nel 2009, riprendendo personaggi e tematiche di questa fortunata serie, Ishikawa presenta E-hon Moyasimon (えほんもやしもん?), una serie di volumi didattici dedicati ad un pubblico di bambini e giunta alla settima uscita. Tra il 2008 e il 2014, l’autore è impegnato sulla serie Maria the Virgin Witch (純潔のマリア?), composta da tre volumi e dal volume Maria the Virgin Witch exhibition (純潔のマリア exhibition?). Nel 2015, presenta la sua ultima opera, Madowa nai hoshi (惑わない星?), tuttora in corso.
Ishikawa lavora senza l’aiuto di assistenti o di uno studio. È amico dei mangaka Tomoko Ninomiya e Makoto Yukimura. La Ninomiya gli renderà omaggio nella sua famosa serie Nodame Cantabile: nel capitolo 88 dell’opera, presentato nel volume 15, infatti, compariranno i simpatici batteri che caratterizzano la geniale creazione di Moyasimon.

## Opere
- Nippon seifu chokkatsu kidō sentai kōmuin V (日本政府直轄機動戦隊コームインV?) (1997)
- Kataribe (カタリベ?) (1998-1999)
- Shūkan Ishikawa Masayuki (週刊石川雅之?) (2002)
- Hito kiri ryū ba (人斬り龍馬?) (2005; nuova edizione 2012)
- Moyasimon (もやしもん?) (2004-2014)
- Maria the Virgin Witch (純潔のマリア?) (2008-2013)
- Maria the Virgin Witch exhibition (純潔のマリア exhibition?) (2014)
- E-hon Moyasimon (えほんもやしもん?) (2009-2010)
- Madowa nai hoshi (惑わない星?) (2015-in corso)